# الأوراق النقدية من الهريفنيا الأوكرانية
أصدر البنك الوطني الأوكراني أربع سلاسل من الأوراق النقدية منذ عام 1996. تعتبر جميع الأوراق النقدية من فئة 1 و2 و5 و10 و20و 50 و100 و200 و500 و1000 روبية الصادرة بعد عام 2003 (من السلسلة الثالثة والرابعة) عملة قانونية. تصور جميع العملات شخصية مهمة في تاريخ أوكرانيا على الوجه الأمامي ومكانًا بارزًا على الوجه الخلفي. لم تعد الفئات الأربع الأدنى تصدر في صورة أوراق نقدية ومن المقرر أن يقوموا باستبدالها تدريجيًا بالعملات المعدنية مع أنها لا تزال شائعة. لقد أصدر أربعة أوراق نقدية تذكارية.

## التاريخ
في تاريخ أوكرانيا كانت الأوراق النقدية المقومة بالهريفنيا الأوكرانية (الأوكرانية: гривня رمز ISO 4217 : UAH الرمز : ₴ ) أصدارت خلال فترتين. وقعت أولى هذه التحولات في عامي 1918 و1919 عندما قرر المجلس المركزي لأوكرانيا التحول إلى الهريفنيا من الكاربوفانيت وهي عملة أخرى كانت متداولة في فترات مختلفة من تاريخ البلاد. وفي الممارسة العملية كانت العملات قابلة للتبادل. لقد أصبح هذا النظام عتيقًا عندما فقد جيش جمهورية أوكرانيا الشعبية السيطرة على الأراضي التي طالب بها نتيجة للهزيمة في حرب الاستقلال الأوكرانية.
تتناول هذه المقالة جميع الأوراق النقدية الهريفنيا التي أصدرتها السلطات الحكومية أو المخطط إصدارها بالإضافة إلى بعض القضايا المحلية. شاه ( الأوكرانية: шаг) الطوابع باعتبارها تقسيمات فرعية من الهريفنيا وقسائم الفائدة المقومة بالهريفنيا والشاهات مشمولة هنا لأنها كانت مطبوعة أيضًا على الورق.
الفترة الثانية التي ظهرت فيها الأوراق النقدية الهريفنيا الأوكرانية كانت في فترة ما بعد الاستقلال السوفييتي. في الفترة من 1991 إلى 1996 كان الكاربوفانيت خليفة الروبل السوفييتي والمعروف أيضًا في أوكرانيا باسم الكاربوفانيت متداولًا في أوكرانيا المستقلة حديثًا لكن العملة شهدت تضخمًا مفرطًا. طبعت أول أوراق نقدية من عملة الهريفنيا بعد الاستقلال في كندا ومالطا في عام 1992. في سبتمبر 1996 دخلت التداول بعد بالهريفنيا بمعدل 100،000:1. صنع جميع إصدارات الأوراق النقدية الهريفنيا التي طباعتها في عام 1994 وما بعده في أوكرانيا.
يمكن مشاهدة الأوراق النقدية الصادرة في أوكرانيا بما في ذلك أوراق الهريفنيا في متحف النقود التابع للبنك الوطني الأوكراني في كييف.

### حرب الاستقلال الأوكرانية
خلال النصف الثاني من عام 1917 سعى المجلس المركزي لأوكرانيا إلى الحصول على مزيد من الحكم الذاتي من الجمهورية الروسية وهو ما أكد في النهاية في المؤتمر العالمي الثالث مما أدى إلى إنشاء جمهورية أوكرانيا الشعبية. ومع إنشاء كيان الدولة الجديد أصبحت حاجة البلاد إلى عملة خاصة بها ملحة. في ديسمبر 1917 قدمت جمهورية أوكرانيا الاشتراكية الكاربوفانيت كإجراء مؤقت حتى ثبيت الهريفنيا كعملة رسمية وفقًا لقانون 1 مارس 1918. كان سعر الصرف 2 هريفنيا مقابل 1 كاربوفانيت صدر في عام 1917 (أي 25 و 50 كاربوفانيت). وقد عرف بالقانون على أنه قابل للتحويل إلى ذهب بمعدل 1 هريفنيا = 8.712 دوليا (0.383328 جرام أو حوالي 0.0123243 أونصة).
قسم الهريفنيا إلى 100 شاه. نظرًا لأن الكاربوفانيت كانت متداولة على قدم المساواة مع الروبل الروسي/الروبل السوفييتي حتى أواخر عام 1918 فلم يكن من الممكن أن تكون قيمتها أعلى منهما وكانت هذه العملات في انخفاض بسبب التضخم المفرط. كانت الجهود التشريعية الرامية إلى الحد من استخدام العملات الروسية في أوكرانيا أو حظرها بشكل صريح ذات نجاح محدود. كان من أسباب تفاقم الوضع نقص احتياطيات الذهب. وهذا يعني أن الهريفنيا فقدت قيمتها بسرعة كبيرة.مع أن العملة الأوكرانية نجت من أسوأ آثار التضخم الجامح،  إلا أن الحفاظ على معيار الذهب أثبت أنه أمر غير قابل للتطبيق.

### 1918

#### مذكرات الائتمان الحكومية
نص قانون 1 مارس 1918 على طباعة فئات نقدية من 2 و5 و10 و20 و50 و100 و500 و1000 هريفنيا والتي كان من المقرر أن تسمى سندات ائتمان الدولة (الأوكرانية: Державний кредитовий білет). في 24 مارس 1918 وقعت ألمانيا النازية اتفاقية لطباعة الأوراق النقدية عبر مطبوعات الرايخ وهي مطبعة الأوراق النقدية الحكومية الألمانية. كانت هناك بعض المشاكل مع المقاول. ومع أن طلب 16 مليون ورقة نقدية من فئة 5 هريفنيا و9 ملايين ورقة نقدية من فئة 20 هريفنيا إلا أنه لم تطبعها. لم تتعاقد على أوراق نقدية بقيمة 50 هريفنيا على الإطلاق.
قاموا بالتلاعب بجميع التصاميم المقدمة للأوراق النقدية الأوكرانية الهريفنيا في ألمانيا حيث غيرت الألوان دون إذن المصممين أو الحكومة. أعرب هيوري ناربوت الذي صمم ورقة نقدية بقيمة 500 هريفنيا عن أسفه لجودة الورقة النقدية الرديئة. قررت الدولة الأوكرانية التخلي عن أوراق النقد من فئة 5 هريفنيا و20 هريفنيا لصالح فئة جديدة من 2000 هريفنيا والتي لم تفوض الحكومة الأوكرانية رسميًا بإصدارها.
تحتوي جميع الأوراق النقدية على النص التالي على ظهرها: "تُضمن سندات الائتمان الحكومية لجمهورية أوكرانيا الشعبية بجميع ممتلكات الجمهورية. ~ تُتداول سندات الائتمان الحكومية لجمهورية أوكرانيا الشعبية جنبًا إلى جنب مع العملات الذهبية. ~ يُعاقب على تزوير سندات الائتمان الحكومية بالحرمان من حق التصويت والسجن."، وفقًا لما ينص عليه القانون (يشار إليه هنا باسم "إشعار ورقة الائتمان الحكومية"). طبع إشعار المعيار الذهبي أيضًا والذي نصه : "(واحد) هريفنيا يحتوي على 8.712 دوليا من الذهب الخالص" (الأوكرانية: (Одна) гривня містить 8,712 долі щирого золота). كانت جميع الأوراق النقدية تتمتع بحماية ضد التزوير مثل العلامة المائية ونمط النقش.

#### سندات الخزانة الحكومية

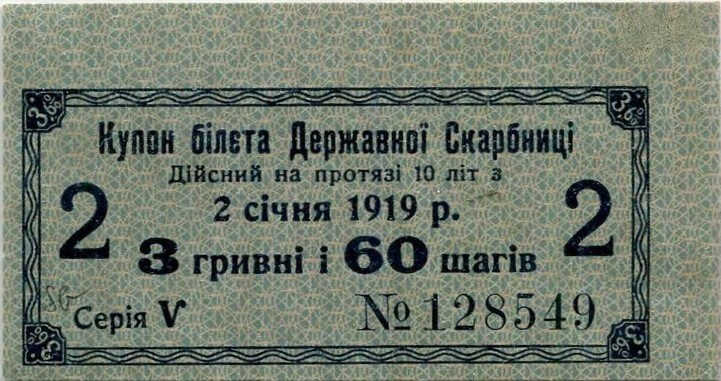
منظر عن قرب لقسيمة فائدة بنسبة 3.6% (مُقوّمة هنا بـ 3.60 هريفنيا)

في 30 مارس 1918 وافق المجلس المركزي لأوكرانيا على إصدار ما قيمته 100 مليون كربوفانيت من سندات خزانة الدولة (الأوكرانية: білєт Державної Скарбниці).قاموا بزيادة المبلغ إلى 500 مليون كاربوفانيت في 12 مايو وقاموا بمضاعفته في 9 يوليو 1918. يعزو ياكيف زوزوليا هذه الزيادات السريعة إلى اتفاقية تبدو زبائنية مع النمسا والمجر والإمبراطورية الألمانية حيث منحت أوكرانيا بموجبها 200 مليون كاربوفانيت "قرضًا غير محدد الأجل" لكل من هذه البلدان. ومن ناحية أخرى قال بافلو هاي نيزهنيك إن الأموال ضرورية لإنعاش اقتصاد البلاد على أي حال.
في الأساس كانت سندات الخزانة الحكومية عبارة عن سندات خزانة مدتها 4 سنوات صدرت بفئات 50 و100 و200 و1000 هريفنيا. وقد أسفرت عن فائدة بسيطة بنسبة 3.6% سنويًا تُدفع كل ستة أشهر في الأول من يوليو والثاني من يناير. كان لديهم تصميم موحد أعده هيوري ناربوت مع مركز مربع تقريبًا حيث كتبت قيمة السند بالإضافة إلى أربع قسائم على جانبي المذكرة بقيمة 0.90 و1.80 و3.60 و18 هريفنيا على التوالي. كانت السمة الوحيدة التي كانت مختلفة بين كل من هذه الروابط هي الألوان. بسبب الحجم الهائل للأوراق النقدية وكذلك بسبب موقع القسائم سميت بـ "الطائرات" (الأوكرانية: аероплани).
لم يكن من المفترض رسميًا أن تكون القسائم والأوراق النقدية بمثابة عملة قانونية بمعنى أن إمكانية استردادها في البنوك كانت محدودة بالتواريخ المذكورة في القسائم. في الممارسة العملية وبسبب النقص الحاد في العملات الصغيرة قطعت هذه القطع الورقية بسهولة وتداولها كعملة عادية. حتى الوكالات الحكومية قبلت الأوراق النقدية والقسائم للدفع. وقد وُصفت القسائم وأوراق الخزانة الحكومية بأنها "أوراق نقدية بديلة".

#### عملةشاهيفكيالكسرية
سميت شاهيفكي (шагівки) على اسم الشاه أحد أقسام الهريفنيا وكانت تُستخدم كعملة صغيرة بسبب النقص الشديد في المعادن اللازمة لسك العملات المعدنية. في 18 أبريل 1918 سمحت الحكومة بإصدار عملات ورقية من فئات 1 و2 و4 و6 و10 و20 و30 و40 و50 شاهيف. لم تصدر الفئات الأربع الأولى مطلقًا ولا يُعرف أنها طبعت على الإطلاق. وفقًا لتقديرات مختلفة بلغت قيمة العملات الخمس الأخرى المتداولة حوالي 24-38 مليون هريفنيا. ومن بين الطوابع الصادرة كانت طابعات الثلاثين شاهيفات أكثر ندرة من الطوابع الأخرى.
كانت طوابع الشاهيفكي بحجم طابع بريدي وكانت تُستخدم أحيانًا كطوابع بريدية بسبب ندرة الطوابع البريدية "الحقيقية".
على عكس طوابع البريد والتي كانت جميعها غير مثقوبة كانت القطع الخمس من عملات الطوابع البريدية عادةً11 ½ طابعًا مثقوبًا 11 ½ طابعًا مثقوبًا. من المعروف أن طوابع الشهايف المثقبة التي تحمل الرقم 40 و50 موجودة ولكنها أكثر ندرة من الإصدارات المثقبة. طبعت العملة على ورق أكثر سمكًا من الطوابع وظهرت الإشعارات التي تنص على أن طوابع البريد "تتداول جنبًا إلى جنب مع العملات المعدنية" على ظهر العملة على عكس الطوابع حيث كان الجانب الآخر فارغًا. بسبب ضعف الحماية التي تتمتع بها كانت الشيفات الورقية غالبًا ما تزور وخاصةً الفئتين الأوليين.
بسبب خفتها وقدرتها على أن تطير بعيدًا بفعل الرياح فقد اكتسبت لقبًا ساخرًا وهو "الفراشات" (الأوكرانية: метелики). كانت تُعرف أيضًا باسم "طوابع البريد" (الأوكرانية: марки) فيما يتعلق بحجمها ومظهرها. كان معروفًا عن المتاجر في ذلك الوقت أنها كانت توزع العملات المعدنية في حزم مكونة من مئات من هذه "العملات" المطبوعة.

### المديرية
في عام 1918وبعد سقوط الدولة الأوكرانية والعودة إلى جمهورية أوكرانيا الشعبية ممثلة في المديرية حاولت الحكومة تحويل التركيز إلى أي من العملتين المتزامنتين في أوكرانيا وأعلنت الهريفنيا "العملة الوطنية". ومع ذلك أصدر عدد أكبر بكثير من الطوائف بالكاربوفانيت مقارنة بالهريفنيا في عام 1919. تمكنت الحكومة فقط من إصدار ما يسمى بسندات صرف خزانة الدولة (الأوكرانية: Розмінний знак Державної Скарбниці) بقيمة 5 هريفنيا بتصميم بدائي أعدد على عجل. كانت هذه هي الورقة النقدية الوحيدة المعتمدة من الدولة والتي طبعت على أراضي جمهورية أوكرانيا الشعبية الغربية (زي يو أن أر) أو على وجه التحديد في ستانيسلافيف والتي تعرف الآن باسم إيفانو فرانكيفسك. تدولت الأوراق النقدية في الغالب في شرق غاليسيا.
في عام 1920 بدأ تقليص تداول العملة الأوكرانية. في يناير 1920 أمر الشيوعيون الذين سيطروا على معظم أوكرانيا البنوك بالتوقف عن قبول جميع الأموال التي أصدرتها الحكومات الأوكرانية السابقة بما في ذلك الهريفنيا وألغوا الالتزام بقبول العملة الأوكرانية من قبل الأطراف الخاصة. في نهاية عام 1920 منعوا تداول جميع الأموال الأوكرانية. كان آخر إصدار معروف للعملة الأوكرانية في الفترة من 1917 إلى 1920 عبارة عن أوراق ائتمان حكومية بقيمة 50 و1000 هريفنيا والتي طبعت في فيينا. بعض الأدلة (الألمانية: Muster) من المعروف أن هناك عددًا لا بأس به من هذه الأوراق النقدية. أصبحت هذه الرسائل قديمة قبل أن تتدول حيث قام بيتليورا بحل حكومة المديرية في نوفمبر 1920 في ضوء عدم السيطرة على الأراضي الأوكرانية.

### القضايا المحلية
بالإضافة إلى الأوراق النقدية التي أصدرتها الدولة كانت هناك أيضًا مئات من وحدات العملة الورقية المحلية والأوراق النقدية والقسائم وما إلى ذلك التي أصدرتها السلطات البلدية. أصدرت أكثر من 300 بلدية داخل الحدود الأوكرانية الحالية ما يزيد على 1500 عملة بديلة بأسماء مختلفة معظمها روبل وكاربوفانيت وهريفنيا. تظهر بعض العملات الورقية المقومة بالهريفنيا في المعرض أدناه.

إصدارات الهريفنيا المحلية من عام 1919
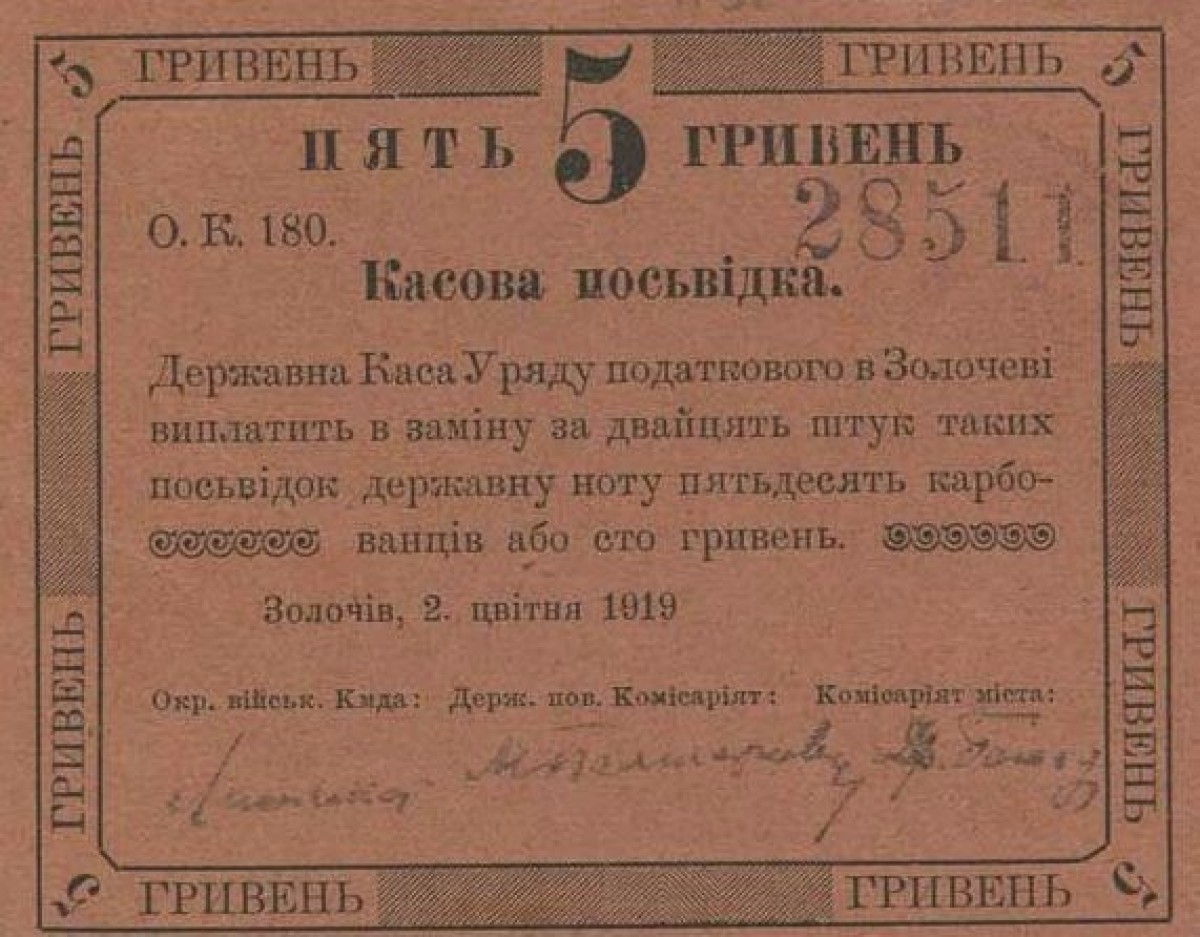
شهادة أمين الصندوق بقيمة 5 هريفنيا مطبوعة في زولوتشيف
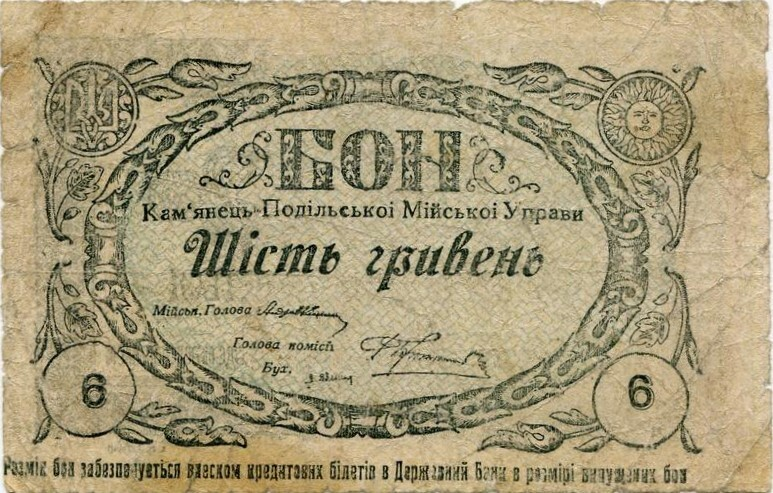
6 هريفنيا مطبوعة في كاميانيتس بوديلسكي
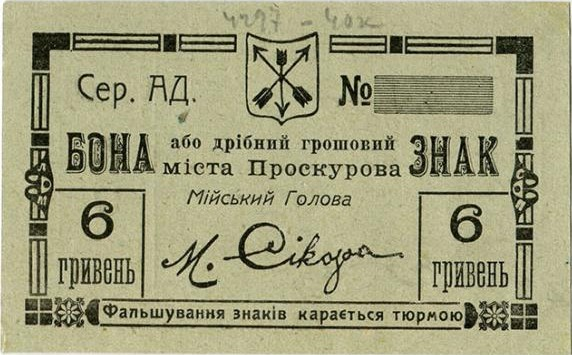
6 هريفنيا مطبوعة في بروسكوريف (الآن خميلنيتسكي).[ب]
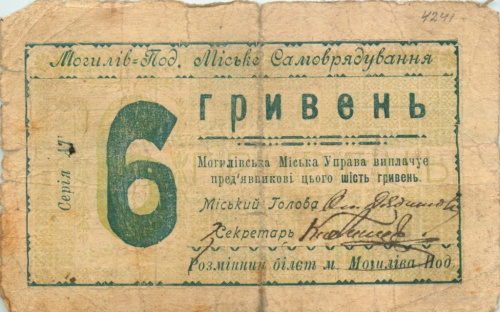
موهيليف-بوديلسكي 6 هريفنيا
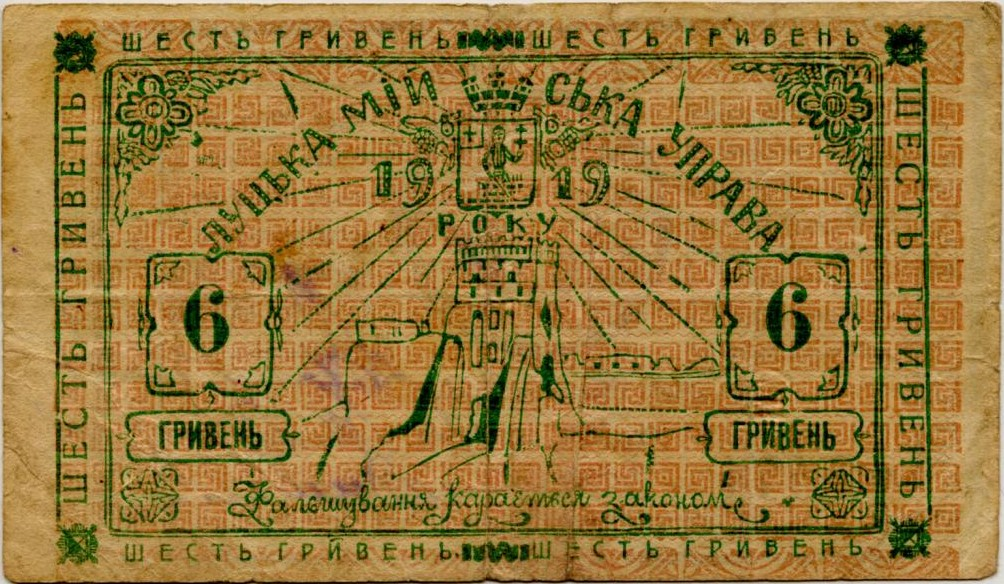
تم إصدار 6 هريفنيا في لوتسك
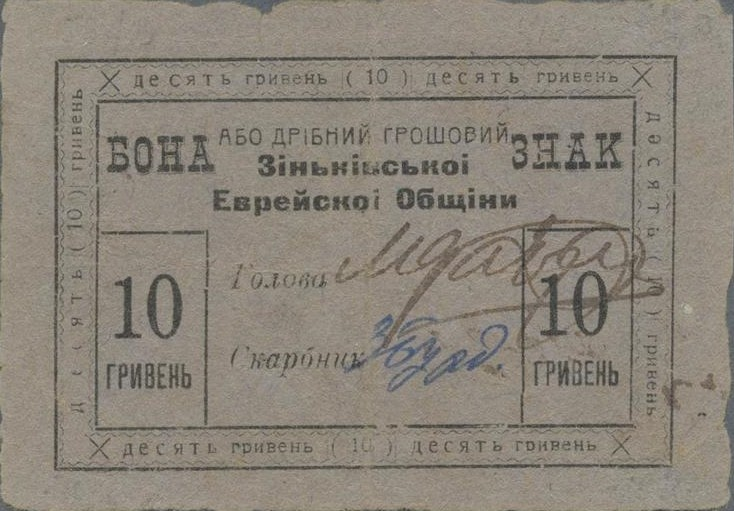
فئة 10 هريفنا من مجتمع زينكيف اليهودي
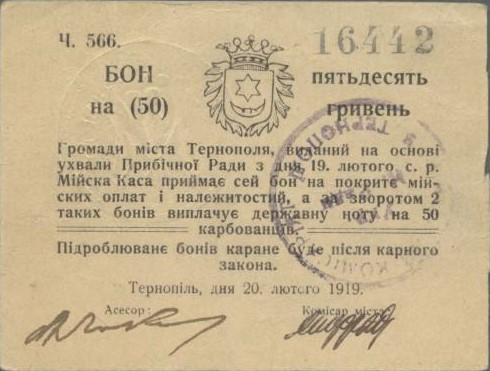
ورقة نقدية من فئة 50 هريفنيا في تيرنوبل
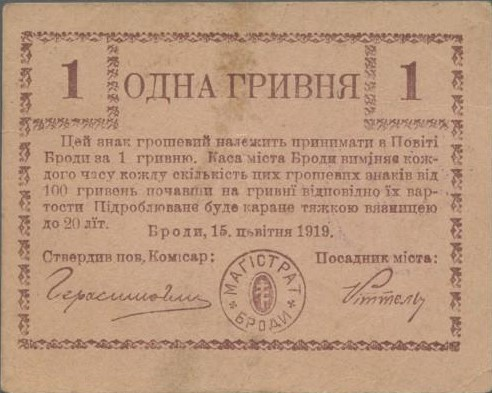
ورقة نقدية من فئة هريفنيا واحدة من برودي

## أوكرانيا ما بعد الاتحاد السوفيتي

### التاريخ
مع اقتراب أوكرانيا من الاستقلال في عام 1991 بدأت حكومة جمهورية أوكرانيا السوفييتية الاشتراكية آنذاك الاستعدادات لإدخال عملة جديدة تسمى الهريفنيا. في أبريل 1991 أمر ليونيد كرافتشوك ،زعيم المجلس الأعلى لجمهورية أوكرانيا الاشتراكية السوفيتية آنذاك بإعداد تصميمات للعملة الوطنية الجديدة. كان من المخطط في البداية إصدار أوراق نقدية من فئات ₴1 و₴3 و₴5 و₴10 و₴25 و₴50 و₴100 و₴200 لمحاكاة فئات الروبل السوفييتي. اتخاذ القرار بشأن تصميم العملات في 11 سبتمبر 1991. في ذلك اليوم تقرر تغيير ورقة نقدية مخططة بقيمة 3 روبية إلى 2 روبية وورقة نقدية بقيمة 25 روبية إلى 20 روبية بالإضافة إلى تخصيص 200 روبية كاحتياطي نقدي.
في ذلك الوقت أختير المخطط العام للأوراق النقدية مع وجود شخصية بارزة من تاريخ أوكرانيا على الوجه الأمامي ومبنى تاريخي على الوجه الخلفي وفي معظم الحالات يرتبط بطريقة مباشر بالشخص المعروض. وقد قوبل اختيار الأشخاص الذين صورهم ببعض التحفظات إذ خشي كرافتشوك أن يؤدي إدراج صورة إيفان مازيبا على الأوراق النقدية إلى إثارة غضب موسكو. كانت ترشيح ميخايلو هروشيفسكي أيضًا حساسًا سياسيًا ولكن قاموا بالموافقة عليه وبقي في تصميمات الأوراق النقدية.
طورت السلسلة الأولى من قبل الفنانين الأوكرانيين فاسيل لوباتا وبوريس ماكسيموف الذين استخدموا تصويرًا غير شائع نسبيًا لتاراس شيفتشينكو وحكام كييف روس. كان لوباتا يرسم الصور والمباني بينما صمم ماكسيموف بقية الورقة النقدية. اقترح لوباتا نسخته الخاصة من 500 و1000 هريفنيا، مع هريهوري سكوفورودا أو دانيال من غاليسيا على الفئة الأولى وبيتر موغيلا على الفئة الثانية لكن فكرته لم تدعم.
وبينما كانت الاستعدادات جارية لإطلاق السلسلة الأولى أصبح من الواضح أن أوكرانيا تفتقر إلى المرافق المحلية المناسبة لطباعة الأوراق النقدية. لذلك قامت شركة الأوراق النقدية الكندية بإصدار الأوراق النقدية من السلسلة الأولى من الهريفنيا. 50 و100 و200 هريفنيا والتي كانت جزءًا من السلسلة الثانية بعد بعض المشاكل المتعلقة بجودة الطباعة والتأخيرات مع المقاول الكندي طلبت في النهاية من فرع شركة دي لا رو في مالطا والذي كان ينتج أيضًا أوراق نقدية من نوع كاربوفانيتس حتى بدأت العمل في عام 1994. 
بحلول الوقت الذي وصلت فيه الأوراق النقدية أصبحت الأزمة الاقتصادية عميقة للغاية والتضخم سيئًا للغاية لدرجة أن الحكومة قررت الالتزام بالكاربوفانيت. لم تطرح السلسلة الأولى من الأوراق النقدية الهريفنيا التي تصل قيمتها إلى 20 هريفنيا للتداول إلا في 2 سبتمبر/أيلول 1996 من قبل البنك الوطني الأوكراني (أن بي يو).
في عام 1996 طرحت الأوراق النقدية من الفئة 1 و50 و100 هريفنيا من السلسلة الثانية. أنتجت ورقة نقدية من فئة هريفنيا واحدة بالفعل في أوكرانيا في مصنع الطباعة الجديد كما هو الحال مع جميع الأوراق النقدية اللاحقة بينما طبعت الفئتين الأعلى بواسطة شركة دي لا رو وكانت تتمتع بميزات أمنية أفضل مقارنة بالسلسلة الأولى. دخلت معظم الطوائف الأخرى إلى التداول في عام 1997. أصدرت ورقة نقدية بقيمة 200 هريفنيا والتي كانت تعتبر في ذلك الوقت ذات قيمة كبيرة في عام 2001 قبل الذكرى السنوية العاشرة لاستقلال أوكرانيا.
سرعان ما تبين أن السلسلة الثانية بها العديد من العيوب لذا قاموا بالموافقة على خطط استبدالها في وقت مبكر من عام 1999. وأشار سيرغي تيهبكو محافظ البنك الوطني الأوكراني آنذاك إلى أن العملات من فئة 2 و10 و20 هريفنيا لا يمكن تمييزها عن بعضها البعض. وأشار الفنانون إلى العديد من العيوب التصميمية وعدم الدقة في الأوراق النقدية. على سبيل المثال لم يكن لوباتا سعيدًا بأوراق دي لا رو النقدية وأراد البنك الوطني الأوكراني تقديم ميزات أمنية جديدة. في عام 2003 أصبحت ورقة النقد من فئة 20 ₴ أول ورقة نقدية من السلسلة الثالثة من الهريفنيا الأوكرانية. وسرعان ما حذت الطوائف الأخرى حذوها. وفي ذلك الوقت أيضًا طرحت الأوراق النقدية من فئة 500 ليرة للتداول وأصبحت من بين الأوراق النقدية الأكثر شيوعًا في أوكرانيا.
أصدرت إصدارات مجددة من هذه الأوراق النقدية مع المزيد من تقنيات مكافحة التزوير بدءًا من عام 2014 (₴100) تلاها إصدار عادي بقيمة ₴500 وورقة تذكارية بقيمة ₴20 في عام 2016 وورقة عادية بقيمة ₴20 في عام 2018 وبقية الأوراق النقدية بما في ذلك ₴1000 الجديدة في عام 2019 وأوائل عام 2020.
جميع الأوصاف مأخوذة من موقع البنك الوطني الأوكراني.

## الأوراق النقدية الحالية
منذ أكتوبر 2020 سحبت جميع الأوراق النقدية من السلسلتين الأولى والثانية من التداول و تتبادل فقط في البنوك. ستستبدل الأوراق النقدية من 1 إلى 10 ₴ بمجموعة جديدة من العملات المعدنية. مثل جميع الأوراق النقدية من السلسلة الثالثة والرابعة تظل هذه الأوراق النقدية قانونية. تستخدم الأوراق النقدية القطن كركيزة. كانت الورقة النقدية التذكارية بقيمة 20 ₴ هي الأولى التي استخدمت ألياف الكتان. تحتوي الورقة النقدية بقيمة 1000 ₴ على 20% من الكتان.
اعتبارًا من 1 يوليو 2021 بلغ عدد الأوراق النقدية المتداولة حوالي 2.94 مليار ورقة نقدية بقيمة تزيد عن 580 مليار ليرة. ما يقرب من ربع الأوراق النقدية هي من فئة 200 روبية تليها عن كثب الأوراق النقدية من فئة 500 روبية. كما أصبحت الأوراق النقدية من فئة 1 ₴ شائعة نسبيًا مع أنها كانت متداولة في البداية جنبًا إلى جنب مع عملات الهريفنيا الكبيرة من فئة 1 هريفنيا ومنذ عام 2018 تستبدل بشكل متزايد بعملات معدنية جديدة أصغر. تعتبر الأوراق النقدية من 2 إلى 20 روبية نادرة نسبيًا مقارنة بالفئات الأخرى حيث تبلغ حوالي 5% من إجمالي كمية الأوراق النقدية لكل منها.
بلغ عدد الأوراق النقدية المزيفة من عملة الهريفنيا المكتشفة حوالي 3 أوراق نقدية مزورة لكل مليون ورقة نقدية أصلية في الفترة 2015-2019. وقد ارتفع هذا بشكل حاد إلى 5.5 ورقة نقدية مزيفة لكل مليون في عام 2020 وهو ما أرجعه البنك الوطني الأوكراني إلى جائحة كوفيد-19. وقد حدثت الغالبية العظمى من عمليات التزوير (96%) بين الأوراق النقدية من السلسلة الثالثة. تنتمي غالبية الأوراق النقدية المنتجة بطريقة غير مشروع إلى أعلى فئتين في السلسلة.
جميع الأوصاف مأخوذة من موقع البنك الوطني الأوكراني.

## الملحوظات
1. ↑  وكما لاحظ مارتوس وزوزوليا، فإنه في الوقت الذي تم فيه طلب الأوراق النقدية، لم تكن هناك معدات مناسبة لطباعة الأموال في أوكرانيا.[9]
2. ↑  كانت بروسكوريف من بين المدن القليلة التي تستخدم أوراق النقد الهريفنيا أيضًا في كاربوفانيتس
3. ↑  في البداية، اقترح النواب الشيوعيون الالتزام بـ "كاربوفانيتس"، وهو الاسم الرسمي للروبل السوفييتي باللغة الأوكرانية، واقترح أحد النواب إدخال الدولار الأوكراني، لكن اسم "هريفنيا" ظل قائما.[42]
4. ↑  قطعة أخرى مهمة من إنتاج الأوراق النقدية كانت مصنع الورق البنكي الوطني الأوكراني[الإنجليزية]، والذي بدأ تشغيله في عام 1997 في مالين في زيتومير أوبلاست

### الكتب
- Shust, Roman (2009). Нумізматика: історія грошового обігу та монетної справи в Україні: Навчальний посібник (بالأوكرانية) (2 ed.). كييف: Знання. ISBN:978-966-346-397-1.
- Martos, Borys; Zozulya, Yakiv (1972). Money of Ukrainian State in 1917-1920 (بالأوكرانية). ميونخ: Ukrainian Institute of Technology and Economics.
- Kharitonov، Dmitri (2005). Ukrainian paper money 1917-2005. Kyiv: Купола. ISBN:966-8679-03-2.
- Martynyak, T. P. (2005). Грошові знаки та монети України: Альбом. «Українська колекція» (بالأوكرانية). خاركيف: Колорит.
- Cuhaj، George S.، المحرر (2008). الفهرس القياسي لعملات العالم الورقية[الإنجليزية]. General issues, 1368-1960 (ط. 12). لولا (ويسكونسن): Krause Publications. ISBN:978-1-4402-4707-1. OCLC:968251032.
- Hnatyshak, Mykola (1973). Paper Money in Ukraine 1917-1920: History and Description with illustrations of all issues in Ukrainian language with English and German Summaries (بالأوكرانية). كليفلاند: The Ukrainian Museum-Archives, Inc.
- Hay-Nyzhnyk, Pavlo (2004). Financial policy of the government of the Ukrainian State headed by Pavlo Skoropadsky (29 April - 14 December 1918) (PDF) (بالأوكرانية). Kyiv: National Academy of Sciences of Ukraine Kuras Institute of Political and Ethnic Studies. Archived from the original (PDF) on 2025-06-21.
- Lopata, Vasyl (2000). Надії та розчарування, або метаморфози гривні (بالأوكرانية). Kyiv: Дніпро. ISBN:5-308-01758-1. Archived from the original on 2024-12-17.